# 謊言堂
《謊言堂》（英語：House of Lies）是一部美國喜劇電視劇，由馬修·康納漢創作，改編自馬丁·金的2012年書籍《謊言堂：管理顧問如何偷走你的手錶然後告訴你時間》（House of Lies: How Management Consultants Steal Your Watch and Then Tell You the Time），講述一群管理顧問，他們不惜一切代價完成商業交易。2016年5月17日，Showtime在該劇播出五季後宣布取消，大結局於2016年6月12日播出。

## 外部連結
- Official website （页面存档备份，存于）
- 互联网电影数据库（IMDb）上《謊言堂》的资料（英文）